# Liste des noms de Thor
Thor est le dieu du tonnerre et de la force guerrière dans la mythologie germanique et la mythologie nordique. Il apparaît régulièrement dans les textes mythologiques scandinaves, qui révèlent les autres noms servant à le désigner.

## Noms et significations
| Nom (vieux norrois)  | Nom (francisé)      | Signification                                          | Sources                                                                             |
| -------------------- | ------------------- | ------------------------------------------------------ | ----------------------------------------------------------------------------------- |
| Aka-Þórr ou Aku-Þórr | Aka-Thor            | Thor-au-Char, ou Thor qui conduit un char              | Gylfaginning                                                                        |
| Ásabragr             | Asabrag             | Seigneur des Ases                                      | Skírnismál 33, Nafnaþulur                                                           |
| Ása-Þórr             | Asa-Thor            | Thor-des-Ases                                          | Régulièrement dans l'Edda de Snorri, Hárbarðsljóð 52                                |
| Atli                 | Atli                | Le terrible                                            | Nafnaþulur, Þrymlur I - 7, Sturlaugsrímur VI - 11, Skikkjurímur III - 1             |
| Björn                | Bjorn, Biorn        | Ours                                                   | Nafnaþulur, Lokrur I - 5, III - 6                                                   |
| Einriði ou Eindriði  | Einridi ou Eindridi | Celui qui chevauche seul                               | Haustlöng 19, Vellekla (15), Nafnaþulur, Lokrur II - 6, 34, 40, III - 40            |
| Ennilangr            | Ennilang            | Celui avec le front large                              | Nafnaþulur                                                                          |
| Harðvéurr            | Hardveur            | Le puissant archer                                     | Nafnaþulur                                                                          |
| Hlóriði ou Hlórriði  | Hloridi ou Hlorridi | Le chevaucheur bruyant, ou le dieu bruyant de la météo | Hymiskviða 4, 16, 27, 29, 37, Lokasenna 54, Þrymskviða 7, 8, 14, 31, Lokrur II - 43 |
| Ǫku-Þórr             | Oku-Thor            | Variante de Aka-Þórr                                   | Gylfaginning                                                                        |
| Rymr                 | Rym                 | Bruit                                                  | Nafnaþulur, Þrymlur II - 6, III - 26, Lokrur I - 27                                 |
| Sönnungr             | Sonnung             | Le véritable                                           | Nafnaþulur, Lokrur IV - 8                                                           |
| Véþormr              | Vethorm             | Protecteur du sanctuaire                               | Arinbjarnarkviða 19                                                                 |
| Véuðr ou Véoðr       | Veud ou Veod        | Variante possible de Véurr                             | Nafnaþulur                                                                          |
| Véurr                | Veur                | Gardien du sanctuaire                                  | Hymiskviða 12, 17, 21, Völuspá                                                      |
| Vingnir              | Vingnir             |                                                        | Vafþrúðnismál 51                                                                    |
| Vingþórr             | Vingthor            | Peut-être Thor-qui-consacre                            | Þrymskviða 1, Alvíssmál 6, Nafnaþulur                                               |